# Rissoina
Rissoina är ett släkte av snäckor. Rissoina ingår i familjen Rissoidae.

## Dottertaxa tillRissoina, i alfabetisk ordning[1]
- Rissoina barthelowi
- Rissoina basilirata
- Rissoina bryerea
- Rissoina burragei
- Rissoina californica
- Rissoina cancellata
- Rissoina catesbyana
- Rissoina cerrosensis
- Rissoina chesnelii
- Rissoina decussata
- Rissoina dyscrita
- Rissoina ephamilla
- Rissoina expansa
- Rissoina firmata
- Rissoina fischeri
- Rissoina hannai
- Rissoina histia
- Rissoina keenae
- Rissoina lapazana
- Rissoina mayori
- Rissoina melanelloides
- Rissoina mexicana
- Rissoina miltozona
- Rissoina multicostata
- Rissoina nereina
- Rissoina newcombei
- Rissoina peninsularis
- Rissoina porteri
- Rissoina pulchella
- Rissoina sagraiana
- Rissoina shaferi
- Rissoina stricta
- Rissoina striosa
- Rissoina triticea
- Rissoina turricula